# Lago Bala
El Llyn Tegid (a veces en inglés, Bala Lake) es un gran lago en Gwynedd, Gales. Era el más grande cuerpo hídrico natural de Gales antes de que se alzara el nivel por Thomas Telford para ayudar a apoyar la corriente del canal de Ellesmere. Tiene 6,5 km de largo por 1,6 km de ancho, y está sometido a un régimen de repentinas y peligrosas crecidas. El río Dee lo cruza y las aguas del lago son famosas por su profundidad y claridad. La ciudad de Bala queda en su extremo septentrional y el ferrocarril de vía estrecha ferrocarril del lago Bala recorre varios kilómetros a lo largo de la orilla meridional del lago.

## Nombre
George Borrow escribió sobre este lago en su libro Wild Wales en 1856, "El lago no tiene su nombre, que significa "Lago de Belleza" por nada". Sin embargo, el nombre inglés se toma de la ciudad ("Y Bala") que queda en su extremo oriental. Un "bala" es o bien un cabo o quizá un istmo entre dos lagos o áreas de humedales. El nombre galés incluye el nombre de persona "Tegid". Un nombre antiguo en inglés, hoy redundante, para este lago es Pemble Mere o Pimble Mere - hay muchas variantes en la forma de escribirlo.